# Républicains modérés
Républicains modérés, Nederlands: Gematigde republikeinen, was een aanduiding in de Derde Franse Republiek voor politici die gematigd en republikeins waren. Zij waren er dus tegen de monarchie of het gezag van de familie Bonaparte te herstellen. Later vormden zij de kamerclub van de Gauche Républicaine, hoewel een deel van hen zich daar niet bij aansloot.